# Batalha de Cagancha
A Batalha de Cagancha ocorreu em 29 de dezembro de 1839, no departamento de San José, Uruguai.

## Batalha
Juan Manuel de Rosas, governador da Província de Buenos Aires, ordenou ao general Pascual Echagüe que, com o auxílio de Juan Antonio Lavalleja atravessasse o rio Uruguai com o propósito de apoiar o presidente oriental deposto,  general Manuel Oribe. As forças do novo governo comandadas pelo general Fructuoso Rivera, com apoio dos unitários argentinos, enfrentaram os rosistas junto com os blancos, nas proximidades do arroio Cagancha.
As forças partidárias de Rosas e Oribe foram derrotadas retornando à provincia de Entre Ríos junto com Lavalleja.
A Praça de Cagancha no centro de Montevidéu evoca esta batallha.